# Јелисавета Јеца Добриновић
Јелисавета Јеца Добриновић (Врањево, 26. мај 1841 – Осијек, 2. фебруар 1898) била је српска драмска глумица. Цео глумачки век провела је у Српском народном позоришту у Новом Саду. Запамћена је и по томе што је, према сопственој жељи, најчешће глумила улоге старијих жена.

## Детињство и породица
Јелисавета - Јеца Добриновић рођена је у Врањеву, као четврто по реду дете свештеника Луке Поповића и његове жене Милице, домаћице. Основну школу учила је у Сремским Карловцима и Овсеници (Румунија), а у родитељском дому проширила је знање стечено у школи.
Бројна породица овог свештеника је српском позоришту дала седам чувених имена, пет кћери и два сина. Свој живот су позоришту посветили Љубица Коларовић, Катица Поповић, Драгиња Ружић, Јелисавета - Јеца Добриновић, Софија Вујић, Лазa и Паја Поповић.{{напомена|О деци попа Луке може се рећи да су сви били талентовани за позорницу, а изнад свега вредни и амбициозни. Служили су свима за пример. Они су посебно добродошли српском позоришту, баш у најтежем периоду, периоду његовог настајања. Заједно са снајама и зетовима, међу којима су били Димитрије Ружић, Пера Добриновић, Димитрије Коларовић и Лазина жена Марија Аделсхајм-Поповић ова „уметничка династија” је једно време сачињавала готово половину трупе Српског народног позоришта у Новом Саду и представљали су моћан и веома утицајан породични круг, не само у глумачкој дружини него и у органима Друштва за Српско народно позориште. Глумачку традицију наставили су и унуци проте Луке: Зорка Тодосић, Емилија Поповић, Милка Марковић, Лука Поповић и његове сестре Зорка Поповић—Премовић и Даница Поповић. Последњи изданци ове династије били су праунуци проте Луке, Димитрије Митица Марковић и Љубица Тодосић, талентована глумица која је умрла веома млада.

## Глумачка каријера
Јелисавета постаје глумица у својој 27. години. Први пут се појавила на сцени Српског народног позоришта 4. новембра 1868. године, као Ана у комаду Шаран, Јована Јовановића Змаја. До тада су на сцени овог позоришта већ наступале њене три сестре, Драгиња Ружићка, Љубица Коларовићка и Софија Максимовићка и један брат, Лаза Поповић, где су сви били на гласу као способни и познати позоришни „вештаци“. На сцену је ступила по наговору тадашњег управника, Антонија Хаџића, али под једним условом - да што чешће игра само улоге старијих жена. Њена жеља била је прихваћена и до последњег дана своје каријере тумачиће такве роле. Ова њена жеља само је једна од загонетки које су је окруживале. Јубилеј, 25-огодишњицу уметничког рада, прославила је са закашњењем, 20. априла 1895. као Пелагија Ивановна Рогошкина, у представи лакрдије Зец Ивана Иљича Мјасницког. На Главној скупштини Друштва за Српско народно позориште, одржаној 5. новембра 1897. донета је одлука о Јелисаветином пензионисању, али ту одлуку Управни одбор није стигао да спроведе, због њене изненадне смрти.
Јелисавета - Јеца Добриновић била је, чак и у зрелијем добу, глумица лепо скројене фигуре, гипка и окретна, веома маркантног лика. Имала је изузетну моћ трансформације и са сцене је, без обзира да ли тумачи позитивне или негативне јунакиње, зрачила истинским шармом. Била је савестан и дисциплинован радник, веома вредна и никада није позоришним управама правила ни најмање проблеме, насупрот њеним сестрама - Љубици, Софији, а посебно Драгињи, које су чак организовале протесте у Позоришту и привремено га напуштале. Јеца се кроз три деценије глумачког рада држала достојанствено, скромно, могло би се чак рећи у другом плану, не излажући себе прекорима и не завидећи никоме. Унапред се знало шта јој у репертоару припада, она је знала свој посао, па ни неспоразума није могло бити.
У њеној игри никада није било претеривања. Иако је била једна од највећих миљеница публике, није се за њом поводила нити јој чинила уступке. Повремено је, у појединим улогама, са успехом и певала. Свакој својој улози, без обзира на њену величину, посвећивала је једнаку пажњу и настојала да је изради до најмањих појединости. Тихомир Остојић (1865–1921), књижевни и позоришни критичар, о њеној улози Крезубе бабе у комаду Распикућа Фердинанда Рајмунда, овако је писао:
| „ | Проћи ћу мимо све остале велике улоге, него ћу запети баш о најмању и то зато, што тумачица те улоге може послужити за узор савесности и врлине свакоме глумцу који има у себи амбиције да буде прави уметник и свећеник на Талијину храму. Мислим овде гђу Добриновићку. Вредно је видети с каквом верношћу и истинитошћу се она маскирала и обукла за своју малу улогу. Вредно је видети с каквом је студијом и конзеквенцијом одиграла и овом приликом једну од својих баба и то можда најнезнатнију бабу. Та преданост својој вештини и студија до најтање потанкости и одликује правога уметника. (часопис Позориште, Нови Сад, 1890) | ” |

### Улоге
- Станићка (Мамица, Еде Сиглигети)
- Перса (Вампир и чизмар, Јожеф Сигети)
- Мекићка (Војнички бегунац, Еде Сиглигети)
- Мутибарићка (Еј, људи, што се не жените, Јулије Розен)
- Ката Пратљачина (Нови племић, Карл Аугуст Гернер)
- Ракила (Циганин, Еде Сиглигети)
- Наста Сомчић (Нашла врећа закрпу, Ежен Лабиш и Едуар Мартен)
- Чингрићка (Рат у миру)
- Сара (Покондирена тиква, Јован Стерија Поповић)
- Маркиза Монтефиори (Дон Цезар од Базана, Филип Диманоар и Адолф Денери)
- Волмутовица (Фабрицијусова ћерка, Адолф Вилбрант)
- Истирка (Жене у уставном животу)
- Ката (Француско-пруски рат,  Коста Трифковић)
- Ана (Шаран, Јован Јовановић Змај)
- Динтерова (Госпође и хусари, Александар Фредро)
- Павлина (Ултимо)
- Фрошарка (Две сиротице, Адолф Денери и Ежен Кормон)
- Рогошкина (Зец, Иван Иљич Мјасницки)
- Крезуба баба (Распикућа, Фердинанд Рајмунд)
- Јевросима (Милош Обилић, Јован Суботић)
- Ана Кенеди (Марија Стјуарт, Фридрих Шилер)
- Јевросима (Ђурађ Бранковић, Карољ Оберњик)
- Ката Соколовић (Избирачица, Коста Трифковић)
- Марта (Фауст, Јохан Волфганг Гете)
- Нера (Подвала, Милован Глишић)

## Приватни живот
Јелисавета је 1883. године веома храбро поднела једну тешку операцију, обављену у Бечу, да би се 12. јануара 1884. удала за Перу Добриновића. Ово је је тада представљало чин којим је у трупи нека питања оставила без одговора, обзиром да је Пера био 12 година млађи од ње.. Још једна тајна обавијала је Јелисавету - Јецу Добриновић. Изгледа да тада, као ни више од три деценије после њене смрти, нико осим њених сестара и брата није знао када је она заиста рођена. Посветивши живот позоришту, остала је на сцени готово до самог краја. Умрла је изненада, 2. фебруара 1898. у Осијеку.